# 俺巴孩
俺巴孩（?—?），是泰赤烏部的首领。《蒙古秘史》和《史集》将其尊称为“汗”。俺巴孩是成吉思汗曾祖父合不勒汗的堂兄弟和继承者。
在合不勒汗时期，蒙古同塔塔儿因为一个巫医引发的事件发生冲突。或为平息冲突，俺巴孩登上汗位后，答应将其女儿嫁给一个塔塔儿的部落首领，但在护送时和合不勒的长子斡勤巴儿合黑一起被塔塔儿人的乣军（主因·亦儿坚）抓住，送与金朝獻給金熙宗。俺巴孩被抓住后曾托人对合达安太子说：“今后以我为戒，你每将五个指甲磨尽，便坏了十个指头，也与我每报仇。”熙宗将俺巴孩钉在木驴上处死，这是“专惩治游牧叛人”的刑罚。
成吉思汗在讨伐金国之前祭腾格里，曾祈祷说讨伐金是为了报其祖先俺巴孩等人的仇恨。
据《蒙古秘史》记载，俺巴孩死后，汗位由侄子忽图剌继承。

## 子孙
- 合达安太子
  - 塔里忽台
  - 忽邻儿
  - 阿兀出